# (8662) 1990 UT10
A (8662) 1990 UT10 a Naprendszer kisbolygóövében található aszteroida. Ueda Szeidzsi és Kaneda Hirosi fedezte fel 1990. október 22-én.